# Marcus Rabenhorst
Marcus Rabenhorst (* 11. Februar 1984 in Rostock) ist ein deutscher Fußballtrainer und früherer Fußballspieler.

## Karriere

### Spieler-Laufbahn
Rabenhorst begann das Fußballspielen im Nachwuchsleistungszentrum von Hansa Rostock und spielte ab 2003 mit der zweiten Mannschaft des FCH in der Oberliga Nordost, gewann dort 2005 die Staffel-Meisterschaft. Im selben Jahr gelang zudem der Sieg im Landespokal von Mecklenburg-Vorpommern. Folgend schloss er sich bis 2007 dem FC Schönberg 95 an. Nach dessen Rückzug aus der Oberliga wechselte Rabenhorst zum SV Straelen in die Oberliga Nordrhein, den er aber nach einer Saison 2008 verließ und sich für die Saison 2008/09 dem Hamburger Regionalligisten Altona 93 anschloss.
Daraufhin kehrte er für die Saison 2009/10 nach Mecklenburg zurück und lief für die TSG Neustrelitz in der Oberliga auf. Folgend wechselte Rabenhorst ins holsteinische Oststeinbek, wo er für ein halbes Jahr mit dem Oststeinbeker SV in der Oberliga Hamburg antrat, ehe er ligaintern zum SC Victoria Hamburg ging. Mit dem Traditionsklub wurde er 2012 Hamburger Meister, sodass er zwei Jahre in der Regionalliga Nord spielte, ehe die Victoria 2014 als Tabellenletzter abstieg und sich in den nächsten Jahren in der Spitzengruppe der Oberliga etablierte. Mit Victoria Hamburg gewann Rabenhorst zweimal den Hamburger Pokal.
Im Januar 2017 schloss er sich der dritten Mannschaft des Hamburger SV an und beendete im folgenden Sommer seine Spielerlaufbahn.

### Trainer-Laufbahn
Bereits in den letzten Jahren als Spieler wurde Rabenhorst als Co-Trainer bei Victoria Hamburg und anschließend bei der dritten Mannschaft des HSV aktiv. Mit dem eigenen Karriereende übernahm er letztere bis 2022 als Cheftrainer und rückte dann in den Stab der Jugendtrainer des HSV auf. In der Saison 2022/23 stand er als Co-Trainer der B-Junioren an der Seitenlinie und in der Saison 2023/24 war er Cheftrainer der A-Junioren in der Bundesliga.
Zur Saison 2024/25 wurde er von Hansa Rostock als Co-Trainer unter Bernd Hollerbach verpflichtet. Nach einem mageren Saisonstart wurde Hollerbach freigestellt, sodass Rabenhorst mit Simon Pesch interimsweise die Verantwortung für die 3. Liga-Mannschaft übernahm. Bereits im ersten Spiel unter ihrer Ägide im Heimspiel gegen Rot-Weiss Essen gelang den Hanseaten ein 4:0-Sieg. Nach einem weiteren Spiel gegen den VfL Osnabrück (2:0) gab der F.C. Hansa den neuen Chef-Trainer Daniel Brinkmann bekannt, sodass Rabenhorst und Pesch wieder als Co-Trainer agierten.
Er verfügt als Trainer über die UEFA-A-Lizenz.

## Erfolge

### Als Spieler
- Meister der Oberliga Nordost-Nord: 2005 mit Hansa Rostock II
- Landespokalsieger Mecklenburg-Vorpommern: 2005 mit Hansa Rostock II
- Meister der Oberliga Hamburg: 2012 mit Victoria Hamburg
- Landespokalsieger Hamburg: 2012, 2013 mit Victoria Hamburg

### Als Trainer
- Meister der Landesliga Hammonia: 2019 mit Hamburger SV III

## Privates
Er ist verheiratet mit Juliane Rabenhorst, der Tochter von Hansjörg Kunze, mit der er einen Sohn hat.